# Храстє-Мота
Храстє-Мота (словен. Hrastje–Mota) — поселення в общині Раденці, Помурський регіон, Словенія. Висота над рівнем моря: 196,1 м.